# Prémio Satellite de melhor atriz em cinema
O Prémio Satellite de melhor atriz no cinema posteriormente foi dividido entre: melhor atriz em filme dramático e melhor atriz em filme de comédia ou musical.

## Vencedoras

### Comédia ou Musical (1996-2009/2018-presente)
| Ano  | Atrizes             | Filme                                     | Personagem                  |
| ---- | ------------------- | ----------------------------------------- | --------------------------- |
| 1996 | Gwyneth Paltrow     | Emma                                      | Emma Woodhouse              |
| 1996 | Glenn Close         | 101 Dalmatians                            | Cruella de Vil              |
| 1996 | Shirley MacLaine    | Mrs. Winterbourne                         | Grace Winterbourne          |
| 1996 | Heather Matarazzo   | Welcome to the Dollhouse                  | Dawn Wiener                 |
| 1996 | Bette Midler        | The First Wives Club                      | Brenda Morelli Cushman      |
| 1997 | Helen Hunt †        | As Good as It Gets                        | Carol Connelly              |
| 1997 | Pam Grier           | Jackie Brown                              | Jackie Brown                |
| 1997 | Lisa Kudrow         | Romy and Michele's High School Reunion    | Michele Weinberger          |
| 1997 | Parker Posey        | The House of Yes                          | 'Jackie-O' Pascal           |
| 1997 | Julia Roberts       | My Best Friend's Wedding                  | Julianne "Jules" Potters    |
| 1998 | Christina Ricci     | The Opposite of Sex                       | Dede Truitt                 |
| 1998 | Jane Horrocks       | Little Voice                              | Lauren Hoff / Little Voice  |
| 1998 | Holly Hunter        | Living Out Loud                           | Judith Moore                |
| 1998 | Gwyneth Paltrow †   | Shakespeare in Love                       | Viola De Lesseps            |
| 1998 | Meg Ryan            | You've Got Mail                           | Kathleen Kelly              |
| 1999 | Janet McTeer ‡      | Tumbleweeds                               | Mary Jo Walker              |
| 1999 | Julianne Moore      | An Ideal Husband                          | Laura Cheveley              |
| 1999 | Frances O'Connor    | Mansfield Park                            | Fanny Price                 |
| 1999 | Julia Roberts       | Notting Hill                              | Anna Scott                  |
| 1999 | Cecilia Roth        | Todo sobre mi madre (All About My Mother) | Manuela                     |
| 1999 | Reese Witherspoon   | Election                                  | Tracy Flick                 |
| 2000 | Renée Zellweger     | Nurse Betty                               | Betty Sizemore              |
| 2000 | Brenda Blethyn      | Saving Grace                              | Grace Trevethyn             |
| 2000 | Sandra Bullock      | Miss Congeniality                         | Gracie Hart                 |
| 2000 | Glenn Close         | 102 Dalmatians                            | Cruella de Vil              |
| 2000 | Cameron Diaz        | Charlie's Angels                          | Natalie Cook                |
| 2000 | Jenna Elfman        | Keeping the Faith                         | Anna Reilly                 |
| 2001 | Nicole Kidman ‡     | Moulin Rouge!                             | Satine                      |
| 2001 | Thora Birch         | Ghost World                               | Enid                        |
| 2001 | Audrey Tautou       | Le fabuleux destin d'Amélie Poulain       | Amélie Poulain              |
| 2001 | Sigourney Weaver    | Heartbreakers                             | Max Conners                 |
| 2001 | Reese Witherspoon   | Legally Blonde                            | Elle Woods                  |
| 2001 | Renée Zellweger ‡   | Bridget Jones's Diary                     | Bridget Jones               |
| 2002 | Jennifer Westfeldt  | Kissing Jessica Stein                     | Jessica Stein               |
| 2002 | Jennifer Aniston    | The Good Girl                             | Justine Last                |
| 2002 | Maggie Gyllenhaal   | Secretary                                 | Lee Holloway                |
| 2002 | Catherine Keener    | Lovely & Amazing                          | Michelle Marks              |
| 2002 | Nia Vardalos        | My Big Fat Greek Wedding                  | Toula Portokalos            |
| 2002 | Renée Zellweger ‡   | Chicago                                   | Roxie Hart                  |
| 2003 | Diane Keaton ‡      | Something's Gotta Give                    | Erika Barry                 |
| 2003 | Jamie Lee Curtis    | Freaky Friday                             | Tess Coleman (Anna Coleman) |
| 2003 | Hope Davis          | American Splendor                         | Joyce Brabner               |
| 2003 | Katie Holmes        | Pieces of April                           | April Burns                 |
| 2003 | Diane Lane          | Under the Tuscan Sun                      | Frances                     |
| 2003 | Helen Mirren        | Calendar Girls                            | Chris Harper                |
| 2004 | Annette Bening ‡    | Being Julia                               | Julia Lambert               |
| 2004 | Jena Malone         | Saved!                                    | Mary                        |
| 2004 | Natalie Portman     | Garden State                              | Sam                         |
| 2004 | Emmy Rossum         | The Phantom of the Opera                  | Christine Daaé              |
| 2004 | Kerry Washington    | Ray                                       | Della Bea Robinson          |
| 2004 | Kate Winslet ‡      | Eternal Sunshine of the Spotless Mind     | Clementine Kruczynski       |
| 2005 | Reese Witherspoon † | Walk the Line                             | June Carter Cash            |
| 2005 | Joan Allen          | The Upside of Anger                       | Terry Wolfmeyer             |
| 2005 | Judi Dench ‡        | Mrs. Henderson Presents                   | Laura Henderson             |
| 2005 | Claire Danes        | Shopgirl                                  | Mirabelle                   |
| 2005 | Keira Knightley     | Pride & Prejudice                         | Elizabeth Bennet            |
| 2005 | Joan Plowright      | Mrs. Palfrey at the Claremont             | Sra. Palfrey                |
| 2006 | Meryl Streep ‡      | The Devil Wears Prada                     | Miranda Priestly            |
| 2006 | Annette Bening      | Running with Scissors                     | Deirdre Burroughs           |
| 2006 | Toni Collette       | Little Miss Sunshine                      | Sheryl Hoover               |
| 2006 | Beyoncé Knowles     | Dreamgirls                                | Deena Jones                 |
| 2006 | Julie Walters       | Driving Lessons                           | Evie Walton                 |
| 2006 | Jodie Whittaker     | Venus                                     | Jessie                      |
| 2007 | Elliot Page ‡       | Juno                                      | Juno MacGuff                |
| 2007 | Amy Adams           | Enchanted                                 | Giselle                     |
| 2007 | Cate Blanchett      | I'm Not There                             | Jude Quinn                  |
| 2007 | Katherine Heigl     | Knocked Up                                | Alison Scott                |
| 2007 | Nicole Kidman       | Margot at the Wedding                     | Margot                      |
| 2007 | Emily Mortimer      | Lars and the Real Girl                    | Karin Lindstrom             |
| 2008 | Sally Hawkins       | Happy-Go-Lucky                            | Pauline "Poppy" Cross       |
| 2008 | Catherine Deneuve   | Un conte de Noël (A Christmas Tale)       | Junon                       |
| 2008 | Kat Dennings        | Nick and Norah's Infinite Playlist        | Norah Silverberg            |
| 2008 | Lisa Kudrow         | Kabluey                                   | Leslie                      |
| 2008 | Debra Messing       | Nothing Like the Holidays                 | Sarah Rodriguez             |
| 2008 | Meryl Streep        | Mamma Mia!                                | Donna Sheridan              |
| 2009 | Meryl Streep ‡      | Julie & Julia                             | Julia Child                 |
| 2009 | Sandra Bullock      | The Proposal                              | Margaret Tate               |
| 2009 | Marion Cotillard    | Nine                                      | Luisa Contini               |
| 2009 | Zooey Deschanel     | (500) Days of Summer                      | Summer Finn                 |
| 2009 | Katherine Heigl     | The Ugly Truth                            | Abby Richter                |
| 2010 | Anne Hathaway       | Love and Other Drugs                      | Maggie Murdock              |
| 2010 | Annette Bening ‡    | The Kids Are All Right                    | Nicole "Nic" Allgood        |
| 2010 | Sally Hawkins       | Made in Dagenham                          | Rita O'Grady                |
| 2010 | Catherine Keener    | Please Give                               | Kate                        |
| 2010 | Julianne Moore      | The Kids Are All Right                    | Julianne "Jules" Allgood    |
| 2010 | Mary-Louise Parker  | Red                                       | Sarah Ross                  |
| 2010 | Marisa Tomei        | Cyrus                                     | Molly                       |
| 2018 | Olivia Colman       | The Favourite                             | Rainha Anne da Grã-Bretanha |
| 2018 | Emily Blunt         | Mary Poppins Returns                      | Mary Poppins                |
| 2018 | Trine Dyrholm       | Nico, 1988                                | Nico                        |
| 2018 | Elsie Fisher        | Eighth Grade                              | Kayla Day                   |
| 2018 | Lady Gaga           | A Star Is Born                            | Ally Campana Maine          |
| 2018 | Constance Wu        | Crazy Rich Asians                         | Rachel Chu                  |
| 2019 | Awkwafina           | The Farewell                              | Billi Wang                  |
| 2019 | Ana de Armas        | Knives Out                                | Marta Cabrera               |
| 2019 | Julianne Moore      | Gloria Bell                               | Gloria Bell                 |
| 2019 | Constance Wu        | Hustlers                                  | Destiny                     |

### Drama (1996-2009)
| Ano  | Atrizes                   | Filme                                                   | Personagem                                |
| ---- | ------------------------- | ------------------------------------------------------- | ----------------------------------------- |
| 1996 | Frances McDormand †       | Fargo                                                   | Marge Gunderson                           |
| 1996 | Brenda Blethyn ‡          | Secrets & Lies                                          | Cynthia Rose Purley                       |
| 1996 | Kristin Scott Thomas ‡    | The English Patient                                     | Katharine Clifton                         |
| 1996 | Emily Watson ‡            | Breaking the Waves                                      | Bess McNeill                              |
| 1996 | Robin Wright              | Moll Flanders                                           | Moll Flanders                             |
| 1997 | Judi Dench ‡              | Mrs. Brown                                              | Rainha Victoria                           |
| 1997 | Joan Allen                | The Ice Storm                                           | Elena Hood                                |
| 1997 | Helena Bonham Carter ‡    | The Wings of the Dove                                   | Kate Croy                                 |
| 1997 | Julie Christie ‡          | Afterglow                                               | Phyllis Mann                              |
| 1997 | Kate Winslet ‡            | Titanic                                                 | Rose DeWitt Bukater                       |
| 1998 | Cate Blanchett ‡          | Elizabeth                                               | Rainha Elizabeth I da Inglaterra          |
| 1998 | Helena Bonham Carter      | The Theory of Flight                                    | Jane Hatchard                             |
| 1998 | Fernanda Montenegro ‡     | Central do Brasil (Central Station)                     | Dora                                      |
| 1998 | Susan Sarandon            | Stepmom                                                 | Jackie Harrison                           |
| 1998 | Meryl Streep ‡            | One True Thing                                          | Kate Gulden                               |
| 1998 | Emily Watson ‡            | Hilary and Jackie                                       | Jacqueline du Pré                         |
| 1999 | Hilary Swank †            | Boys Don't Cry                                          | Brandon Teena                             |
| 1999 | Annette Bening ‡          | American Beauty                                         | Carolyn Burnham                           |
| 1999 | Elaine Cassidy            | Felicia's Journey                                       | Felicia                                   |
| 1999 | Nicole Kidman             | Eyes Wide Shut                                          | Alice Harford                             |
| 1999 | Youki Kudoh               | Snow Falling on Cedars                                  | Hatsue Miyamoto                           |
| 1999 | Sigourney Weaver          | A Map of the World                                      | Alice Goodwin                             |
| 2000 | Ellen Burstyn ‡           | Requiem for a Dream                                     | Sara Goldfarb                             |
| 2000 | Joan Allen ‡              | The Contender                                           | Laine Hanson                              |
| 2000 | Gillian Anderson          | The House of Mirth                                      | Lily Bart                                 |
| 2000 | Björk                     | Danser i Mørket (Dancer in the Dark)                    | Selma Jezkova                             |
| 2000 | Laura Linney ‡            | You Can Count on Me                                     | Samantha Prescott                         |
| 2000 | Julia Roberts †           | Erin Brockovich                                         | Erin Brockovich                           |
| 2001 | Sissy Spacek ‡            | In the Bedroom                                          | Ruth Fowler                               |
| 2001 | Halle Berry †             | Monster's Ball                                          | Leticia Musgrove                          |
| 2001 | Cate Blanchett            | Charlotte Gray                                          | Charlotte Gray                            |
| 2001 | Judi Dench ‡              | Iris                                                    | Iris Murdoch                              |
| 2001 | Nicole Kidman             | The Others                                              | Grace Stewart                             |
| 2001 | Tilda Swinton             | The Deep End                                            | Margaret Hall                             |
| 2002 | Diane Lane ‡              | Unfaithful                                              | Constance "Connie" Sumner                 |
| 2002 | Salma Hayek ‡             | Frida                                                   | Frida Kahlo                               |
| 2002 | Nicole Kidman †           | The Hours                                               | Virginia Woolf                            |
| 2002 | Julianne Moore ‡          | Far from Heaven                                         | Cathy Whitaker                            |
| 2002 | Meryl Streep              | The Hours                                               | Clarissa Vaughan                          |
| 2002 | Sigourney Weaver          | The Guys                                                | Joan                                      |
| 2003 | Charlize Theron †         | Monster                                                 | Aileen Wuornos                            |
| 2003 | Toni Collette             | Japanese Story                                          | Sandy Edwards                             |
| 2003 | Jennifer Connelly         | House of Sand and Fog                                   | Kathy Nicolo                              |
| 2003 | Samantha Morton ‡         | In America                                              | Sarah                                     |
| 2003 | Nikki Reed                | Thirteen                                                | Evie Zamora                               |
| 2003 | Evan Rachel Wood          | Thirteen                                                | Tracy Louise Freeland                     |
| 2003 | Naomi Watts ‡             | 21 Grams                                                | Cristina Peck                             |
| 2004 | Hilary Swank †            | Million Dollar Baby                                     | Maggie Fitzgerald                         |
| 2004 | Laura Linney              | P.S.                                                    | Louise Harrington                         |
| 2004 | Catalina Sandino Moreno ‡ | María, llena eres de gracia (Maria Full of Grace)       | María Álvarez                             |
| 2004 | Imelda Staunton ‡         | Vera Drake                                              | Vera Drake                                |
| 2004 | Uma Thurman               | Kill Bill (Vol. 2)                                      | Beatrix Kiddo                             |
| 2004 | Sigourney Weaver          | Imaginary Heroes                                        | Sandy Travis                              |
| 2005 | Felicity Huffman ‡        | Transamerica                                            | Stanley Schupak / Sabrina "Bree" Osbourne |
| 2005 | Toni Collette             | In Her Shoes                                            | Rose Feller                               |
| 2005 | Julianne Moore            | The Prize Winner of Defiance, Ohio                      | Evelyn Ryan                               |
| 2005 | Charlize Theron           | North Country                                           | Josey Aimes                               |
| 2005 | Robin Wright Penn         | Nine Lives                                              | Diana                                     |
| 2005 | Zhang Ziyi                | Memoirs of a Geisha                                     | Chiyo Sakamoto / Sayuri Nitta             |
| 2006 | Helen Mirren †            | The Queen                                               | Rainha Elizabeth II do Reino Unido        |
| 2006 | Penélope Cruz ‡           | Volver                                                  | Raimunda                                  |
| 2006 | Judi Dench ‡              | Notes on a Scandal                                      | Barbara Covett                            |
| 2006 | Maggie Gyllenhaal         | Sherrybaby                                              | Sherry Swanson                            |
| 2006 | Gretchen Mol              | The Notorious Bettie Page                               | Bettie Page                               |
| 2006 | Kate Winslet ‡            | Little Children                                         | Sarah Pierce                              |
| 2007 | Marion Cotillard †        | La Vie En Rose                                          | Édith Piaf                                |
| 2007 | Julie Christie ‡          | Away from Her                                           | Fiona Anderson                            |
| 2007 | Angelina Jolie            | A Mighty Heart                                          | Mariane Pearl                             |
| 2007 | Keira Knightley           | Atonement                                               | Cecilia Tallis                            |
| 2007 | Laura Linney ‡            | The Savages                                             | Wendy Savage                              |
| 2007 | Tilda Swinton             | Stephanie Daley                                         | Lydie Crane                               |
| 2008 | Angelina Jolie ‡          | Changeling                                              | Christine Collins                         |
| 2008 | Anne Hathaway ‡           | Rachel Getting Married                                  | Kym                                       |
| 2008 | Melissa Leo ‡             | Frozen River                                            | Ray Eddy                                  |
| 2008 | Meryl Streep ‡            | Doubt                                                   | Aloysius Beauvier                         |
| 2008 | Kristin Scott Thomas      | I've Loved You So Long                                  | Juliette Fontaine                         |
| 2008 | Kate Winslet †            | The Reader                                              | Hanna Schmitz                             |
| 2009 | Shohreh Aghdashloo        | The Stoning of Soraya M.                                | Zahra                                     |
| 2009 | Emily Blunt               | The Young Victoria                                      | Rainha Victoria                           |
| 2009 | Abbie Cornish             | Bright Star                                             | Fanny Brawne                              |
| 2009 | Penélope Cruz             | Los abrazos rotos (Broken Embraces)                     | Magdalena "Lena" Rivas                    |
| 2009 | Carey Mulligan ‡          | An Education                                            | Jenny Miller                              |
| 2009 | Catalina Saavedra         | La nana (The Maid)                                      | Raquel                                    |
| 2010 | Noomi Rapace              | Män som hatar kvinnor (The Girl with the Dragon Tattoo) | Lisbeth Salander                          |
| 2010 | Nicole Kidman ‡           | Rabbit Hole                                             | Becca Corbett                             |
| 2010 | Jennifer Lawrence ‡       | Winter's Bone                                           | Ree Dolly                                 |
| 2010 | Helen Mirren ‡            | The Tempest                                             | Prospera                                  |
| 2010 | Natalie Portman †         | Black Swan                                              | Nina Sayers                               |
| 2010 | Tilda Swinton             | Io sono l'amore (I Am Love)                             | Emma Recchi                               |
| 2010 | Naomi Watts               | Fair Game                                               | Valerie Plame                             |
| 2010 | Michelle Williams ‡       | Blue Valentine                                          | Cynthia "Cindy" Hellers                   |
| 2018 | Glenn Close ‡             | The Wife                                                | Jane Castleman                            |
| 2018 | Yalitza Aparicio ‡        | Roma                                                    | Cleo                                      |
| 2018 | Viola Davis               | Widows                                                  | Veronica Rawlings                         |
| 2018 | Nicole Kidman             | Destroyer                                               | Detetive Erin Bell                        |
| 2018 | Melissa McCarthy ‡        | Can You Ever Forgive Me?                                | Lee Israel                                |
| 2018 | Rosamund Pike             | A Private War                                           | Marie Colvin                              |
| 2019 | Scarlett Johansson        | Marriage Story                                          | Nicole Barber                             |
| 2019 | Cynthia Erivo             | Harriet                                                 | Harriet Tubman                            |
| 2019 | Helen Mirren              | The Good Liar                                           | Betty McLeish                             |
| 2019 | Charlize Theron           | Bombshell                                               | Megyn Kelly                               |
| 2019 | Alfre Woodard             | Clemency                                                | Bernadine Williams                        |
| 2019 | Renée Zellweger           | Judy                                                    | Judy Garland                              |

### Cinema (2011 - presente)
| Ano  | Atrizes              | Filme                                       | Personagem                      |
| ---- | -------------------- | ------------------------------------------- | ------------------------------- |
| 2011 | Viola Davis ‡        | The Help                                    | Aibileen Clark                  |
| 2011 | Glenn Close ‡        | Albert Nobbs                                | Albert Nobbs                    |
| 2011 | Olivia Colman        | Tyrannosaur                                 | Hannah                          |
| 2011 | Vera Farmiga         | Higher Ground                               | Corinne                         |
| 2011 | Elizabeth Olsen      | Martha Marcy May Marlene                    | Martha                          |
| 2011 | Meryl Streep †       | The Iron Lady                               | Margaret Thatcher               |
| 2011 | Charlize Theron      | Young Adult                                 | Mavis Gary                      |
| 2011 | Emily Watson         | Oranges and Sunshine                        | Maggie Humphreys                |
| 2011 | Michelle Williams ‡  | My Week with Marilyn                        | Marilyn Monroe                  |
| 2011 | Michelle Yeoh        | The Lady                                    | Aung San Suu Kyi                |
| 2012 | Jennifer Lawrence †  | Silver Linings Playbook                     | Tiffany Maxwell                 |
| 2012 | Laura Birn           | Puhdistus (Purge)                           | Aliide Truu                     |
| 2012 | Jessica Chastain ‡   | Zero Dark Thirty                            | Maya                            |
| 2012 | Émilie Dequenne      | À perdre la raison (Our Children)           | Murielle                        |
| 2012 | Keira Knightley      | Anna Karenina                               | Anna Karenina                   |
| 2012 | Laura Linney         | Hyde Park on Hudson                         | Margaret Suckley                |
| 2012 | Emmanuelle Riva ‡    | Amour                                       | Anne Laurent                    |
| 2013 | Cate Blanchett †     | Blue Jasmine                                | Jeanette "Jasmine" Francis      |
| 2013 | Amy Adams ‡          | American Hustle                             | Sydney Prosser / Edith Greensly |
| 2013 | Sandra Bullock ‡     | Gravity                                     | Dra. Ryan Stone                 |
| 2013 | Judi Dench ‡         | Philomena                                   | Philomena Lee                   |
| 2013 | Adèle Exarchopoulos  | La vie d'Adèle (Blue Is the Warmest Colour) | Adèle                           |
| 2013 | Julia Louis-Dreyfus  | Enought Said                                | Eva                             |
| 2013 | Meryl Streep ‡       | August: Osage County                        | Violet Weston                   |
| 2013 | Emma Thompson        | Saving Mr. Banks                            | P.L. Travers                    |
| 2014 | Julianne Moore †     | Still Alice                                 | Drª. Alice Howland              |
| 2014 | Marion Cotillard ‡   | Deux jours, une nuit (Two Days, One Night)  | Sandra Bya                      |
| 2014 | Anne Dorval          | Mommy                                       | Diane "Die" Després             |
| 2014 | Felicity Jones ‡     | The Theory of Everything                    | Jane Hawking                    |
| 2014 | Gugu Mbatha-Raw      | Belle                                       | Dido Elizabeth Belle            |
| 2014 | Rosamund Pike ‡      | Gone Girl                                   | Amy Dunne                       |
| 2014 | Reese Witherspoon ‡  | Wild                                        | Cheryl Strayed                  |
| 2015 | Saoirse Ronan ‡      | Brooklyn                                    | Eilis Lacey                     |
| 2015 | Cate Blanchett ‡     | Carol                                       | Carol Aird                      |
| 2015 | Blythe Danner        | I'll See You in My Dreams                   | Carol Petersen                  |
| 2015 | Brie Larson †        | Room                                        | Joy "Ma" Newsome                |
| 2015 | Carey Mulligan       | Suffragette                                 | Maud Watts                      |
| 2015 | Charlotte Rampling ‡ | 45 Years                                    | Kate Mercer                     |
| 2016 | Isabelle Huppert ‡   | Elle                                        | Michèle Leblanc                 |
| 2016 | Ruth Negga ‡         | Loving                                      | Mildred Loving                  |
| 2016 | Amy Adams            | Nocturnal Animals                           | Susan Morrow                    |
| 2016 | Annette Bening       | 20th Century Women                          | Dorothea Fields                 |
| 2016 | Taraji P. Henson     | Hidden Figures                              | Katherine Johnson               |
| 2016 | Natalie Portman ‡    | Jackie                                      | Jacqueline Kennedy              |
| 2016 | Emma Stone †         | La La Land                                  | Mia Dolan                       |
| 2016 | Meryl Streep ‡       | Florence Foster Jenkins                     | Florence Foster Jenkins         |
| 2017 | Sally Hawkins ‡      | The Shape of Water                          | Elisa Esposito                  |
| 2017 | Diane Kruger         | Aus dem Nichts (In the Fade)                | Katja Şekerci                   |
| 2017 | Jessica Chastain     | Molly's Game                                | Molly Bloom                     |
| 2017 | Judi Dench           | Victoria & Abdul                            | Rainha Victoria do Reino Unido  |
| 2017 | Frances McDormand †  | Three Billboards Outside Ebbing, Missouri   | Mildred Hayes                   |
| 2017 | Margot Robbie ‡      | I, Tonya                                    | Tonya Harding                   |
| 2017 | Saoirse Ronan ‡      | Lady Bird                                   | Christine "Lady Bird" McPherson |
| 2017 | Emma Stone           | Battle of the Sexes                         | Billie Jean King                |